# Kalmthout SK
K. Kalmthout SK is een Belgische voetbalclub uit Kalmthout. De club is aangesloten bij de KBVB met stamnummer 3497 en heeft geel en rood als kleuren. Kalmthout speelde in zijn bestaan een seizoen in de nationale reeksen.

## Geschiedenis
Rond 1932 werd in Kalmthout voetbalclub Kalmthoutse VV opgericht bij de Vlaamse Voetbalbond. Een van de drijvende krachten de volgende jaren was burgemeester Armand Zaman. Na een incident tussen een speler en een scheidsrechter in 1936 werd voor sancties tegen de club gevreesd en werd de club opgeheven. In 1938 richtte men al een nieuwe club op, Kalmthout Sporting Klub (Kalmthout SK). Men speelde bij de Vlaamse Voetbalbond in het gewest Noorderkempen tot 1942, toen men zich uiteindelijk aansloot bij de Belgische Voetbalbond. Men ging daar van start in Derde Gewestelijke.
In 1946 behaalde de club een eerst titel en promotie. In de jaren 50 zakte men terug naar Derde Provinciale, toen het laagste provinciaal niveau. Onder speler-trainer Eugène Stevens zou de club echter al gauw een succesperiode inzetten. In 1958 behaalde men al de titel in Derde Provinciale en volgde een promotie naar Tweede Provinciale. In 1961 behaalde men ook daar de titel en zo klom men op naar Eerste Provinciale. In 1964 eindigde Kalmthout SK daar op een tweede plaats in zijn reeks en mocht het voor het eerst mee promoveren naar de nationale reeksen.
Kalmthout SK kende in Vierde Klasse een moeilijk seizoensbegin, eindigde uiteindelijk nog 14de, maar dit was een degradatieplaats. Na een seizoen zakte de club zo weer naar de provinciale reeksen. Men kon het volgend seizoen geen terugkeer afdwingen en in 1967 zakte men zelfs weer verder naar Tweede Provinciale.
Het ging in de loop van de jaren 70 en 80 verder moeizaam met Kalmthout, dat verder wegzakte naar Derde Provinciale en naar de Vierde Provinciale, ondertussen het nieuwe laagste niveau. Eind jaren 80 en begin jaren 90 kende men even een heropleving met terugkeer in Derde Provinciale en in 1993 zelfs in Tweede Provinciale. Dit verblijf duurde daar echter maar een seizoen en de club zakte weer weg naar de laagste provinciale reeksen.